# Мазурин, Фёдор Макарович
Фёдор Мака́рович Мазу́рин — советский военный лётчик-ас, лётчик-испытатель, Герой Советского Союза.

## Биография
Родился на Смоленщине. Русский.
Окончил семилетнюю школу. После смерти родителей уехал в Смоленск, где работал и окончил аэроклуб.
В 1938 году призван в армию, и, отучившись в Одесской военно-авиационной школе имени Полины Осипенко направлен на службу на Дальний Восток.

### Участие в Великой Отечественной войне
С началом войны находился на Дальнем Востоке. В 1942 году отправлен на советско-германский фронт в состав 28-го гвардейского истребительного полка. Сражался на Северо-Западном, Калининском, 3-м Белорусском, 1-м и 2-м Прибалтийских фронтах. Летал на американском самолёте Bell P-39 Airacobra.
Смелостью и решительностью отличался, тогда ещё капитан, Мазурин. Например:
В одном из вылетов в районе Земландского полуострова четверка, которую вел гвардии капитан Мазурин, была внезапно атакована четверкой FW-190. Умелым маневром Мазурин вывел группу из-под удара, а затем сам перешел в атаку и сбил один самолет. Продолжая патрулирование, летчики заметили 23 вражеские машины, штурмовавшие наши позиции на линии фронта. Внезапно атаковав противника, летчики сбили два FW-190, один из которых был на счету ведущего. Командование наземных войск по радио выразило летчикам благодарность и поздравило с победой.
Всего, за годы войны, Мазурин выполнил 324 боевых вылета, провёл 54 воздушных боя, лично сбил 19 самолётов противника и в группе 2.
Указом Президиума Верховного Совета СССР от 18 августа 1945 года, Фёдору Макаровичу Мазурину было присвоено звание Героя Советского Союза.

### После войны
После войны работал в Государственном Краснознамённом научно-испытательском институте Военно-воздушных сил. Участвовал в испытаниях скафандра, предназначенного для полетов в стратосфере, а также в испытаниях самолёта Як-25.
В 1964 году полковник Мазурин уволен в запас. Жил в посёлке Чкаловский (город Щёлково) Московской области. Умер 17 января 1985 года. Похоронен на кладбище деревни Леониха Щёлковского район.

## Награды
- Герой Советского Союза (медаль № 7953);
- орден Ленина;
- четыре ордена Красного Знамени;
- орден Александра Невского;
- три ордена Красной Звезды;
- медали.

## Память
- Мемориальная доска в память о Мазурине установлена Российским военно-историческим обществом на школе в деревне Моготово, где он учился[2].
- В посёлке Чкаловский на доме, в котором жил Мазурин, установлена мемориальная доска.